# Antoni Cirerol
Antoni Cirerol Thomàs (Palma de Mallorca, 27 de agosto de 1926-Palma de Mallorca, 11 de diciembre de 2015) fue un abogado y político español, primer presidente del Parlamento de las Islas Baleares.

## Biografía
Estudió en el Colegio de La Salle de Palma y en 1944 fue a estudiar Derecho an la Universidad de Barcelona, donde se licenció en 1949. Hizo ampliación de estudios en la Universidad de Deusto y en la Universidad Complutense de Madrid.

## Trayectoria
El 1970 fue nombrado regidor de Palma de Mallorca por el tercio de entidades profesionales, formando parte del consistorio hasta las primeras elecciones municipales de 1979. De 1972 a 1978 fue teniente de alcalde de Hacienda y Patrimonio y de 1974 a 1976 fue presidente de la Empresa Municipal de Aguas de Busot.
Ingresó a Alianza Popular el 1976 y formó parte de la lista del partido por Mallorca a las Elecciones generales de 1977, pero no resultó elegido. Sin embargo, en las elecciones al Parlamento de las Islas Baleares de 1983 resultó elegido con el partido Alianza Popular. Fue nombrado primer presidente del Parlamento de las Islas Baleares y ejerció este cargo desde el 31 de mayo de 1983 hasta 1987, durante la 1ª legislatura autonómica.
Durante su etapa como presidente del Parlamento balear, la Cámara aprobó leyes muy significativas: ley de declaración de El Trench-Salobrar de Campos como Área Natural de Interés Especial (ANEI), ley de creación de la Radiotelevisión pública balear, ley de normalización lingüística, ley electoral, ley de Sindicatura de Cuentas, ley de Acción Social, ley de Ordenación y Protección de Áreas Naturales de Interés Especial, ley de Ordenación Territorial o la ley de declaración de las Salinas de Ibiza y Formentera como ANEI.
Más tarde, Cirerol desempeñó el cargo de secretario general de la Junta del Puerto de Palma, dado que era funcionario público del Estado en el cuerpo especial de secretarios de juntas de puertos.